# Shoegazing

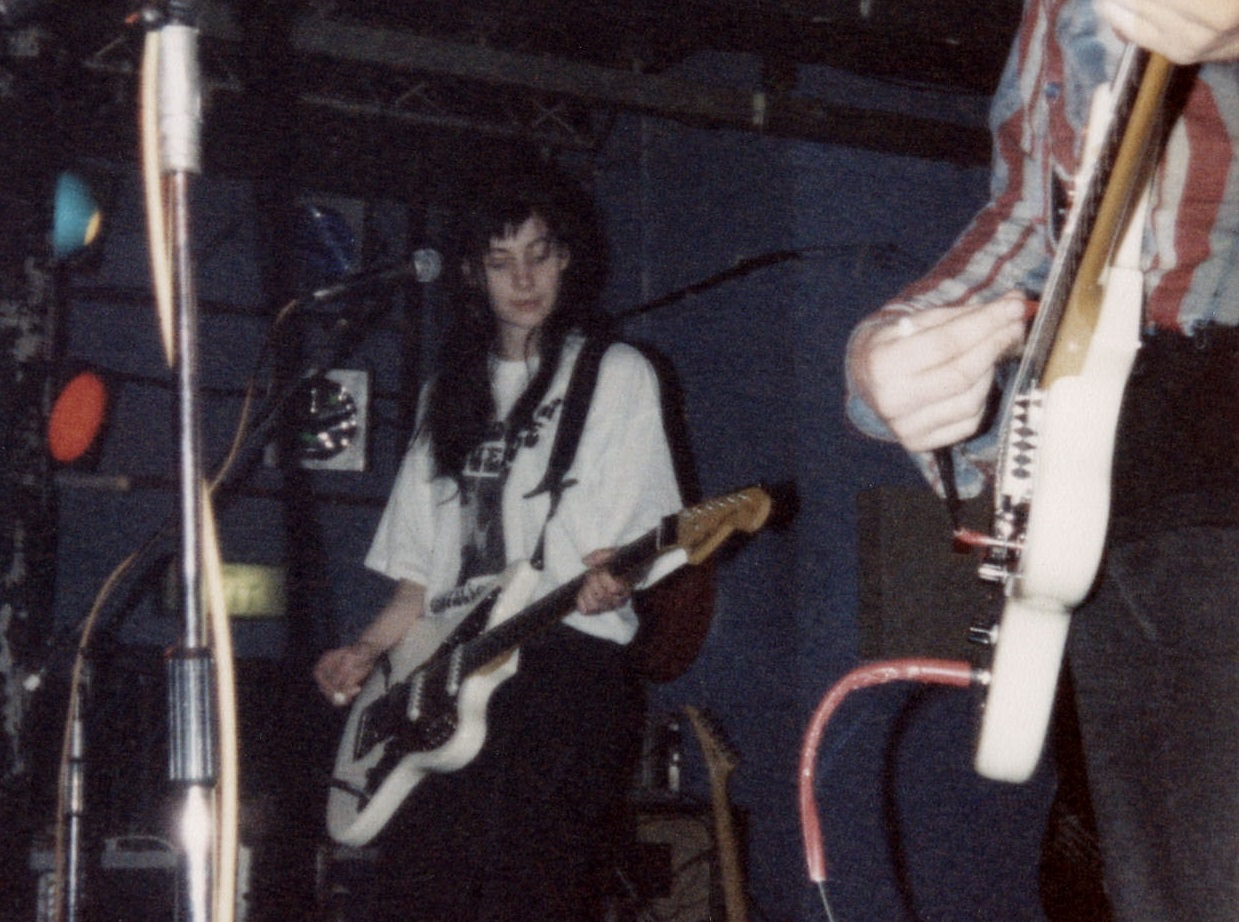
My Bloody Valentine har inspirerat populära band som Kent och The Smashing Pumpkins.

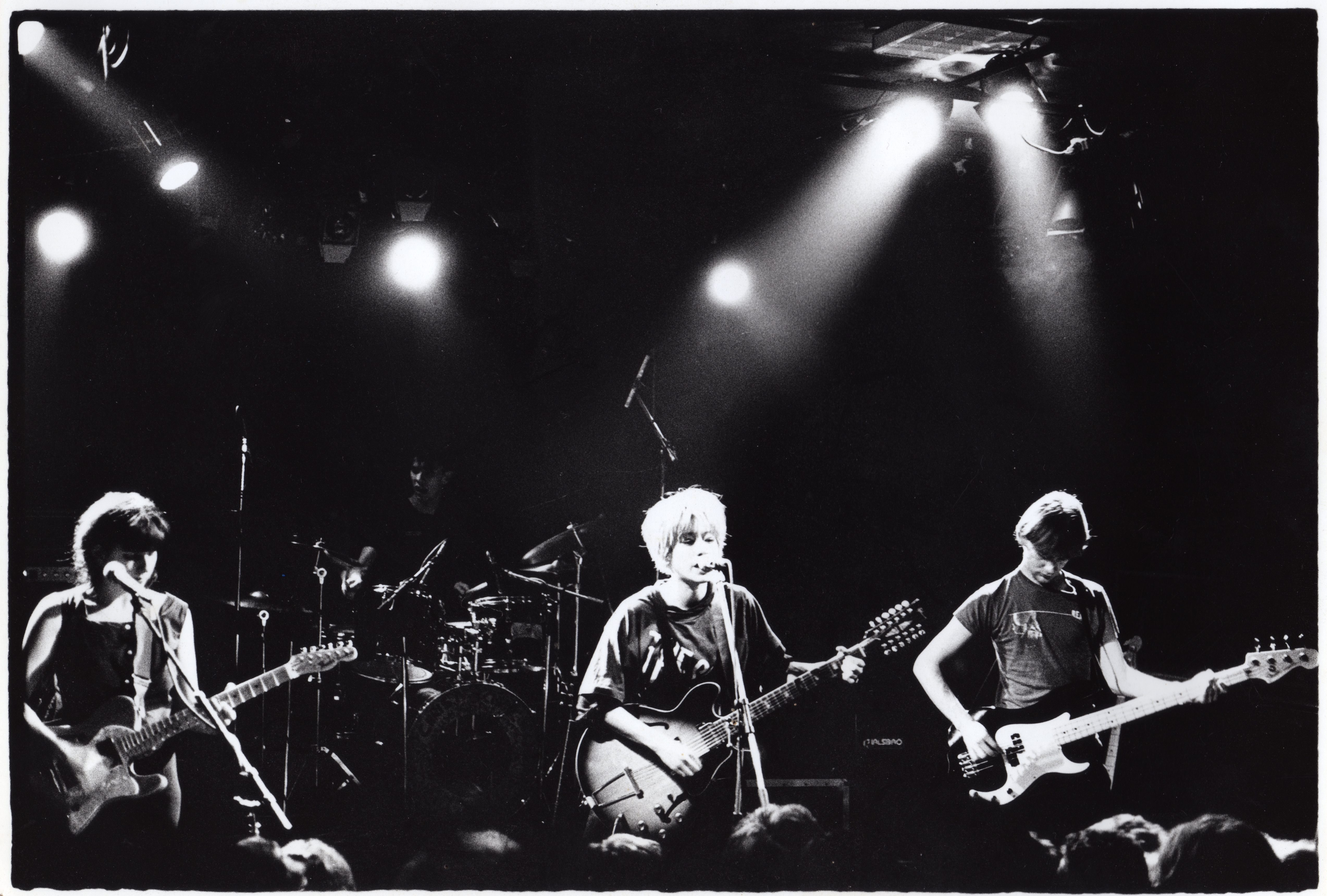
Lush, ett tidigt shoegazingband som senare övergick till britpop.

Shoegazing, även kallat shoegaze, är en musikgenre inom alternativ rock som uppstod i Storbritannien i slutet av 1980-talet och representerades av grupper som My Bloody Valentine, Slowdive och Ride. Genren nådde sin höjdpunkt kring 1990–1991 innan den upphörde några år därefter. Genren fick sitt namn av engelsk musikpress (NME och Melody Maker) därför att banden gav ett arrogant intryck och upplevdes inneslutna i sig själva. Artisterna verkade närmast ointresserade och stirrade ner på skorna (shoegazing), vilket också berodde på det stora antalet effektpedaler som användes.
Genren kännetecknas även på dess sångstil som ofta är otydlig och rytmisk och insvept i tunga gitarrer och trummor. I början av 1990-talet knuffades shoegazingbanden åt sidan av den amerikanska grungerörelsen och tidiga britpopband, vilket gjorde att de relativt okända grupperna tvingades upplösas eller hitta nya riktningar i musiken. En andra våg shoegazing uppkom i början av 2010-talet i samband med termen "nu gaze".

## Musikstilen
Typiska element i shoegazing är distorsion, långvariga riff och ett insvept wall of sound från elgitarrer. Ofta spelas två distade kompgitarrer tillsammans för att ge soundet en formlös kvalitet. Även om sologitarristens riff ofta var närvarande fyllde de sällan någon central del i låtarna. Sången, som närmast göms bakom lager av gitarrer, är mjuk, icke-aggressiv och melodidriven. Varken sång eller text brukar dock betonas.
Ordet shoegazing myntades när musikmagasinet Sounds recenserade en spelning med gruppen Moose. Under hela spelningen uppgavs sångaren Russell Yates ha läst låttexterna från papper på golvet. Termen fick större spridning av tidskriften NME, som använde den för att referera till bandens gitarrister då de vid liveframträdanden stirrade på sina skor eller effektpedaler, till synes djupt koncentrerade. Melody Maker föredrog den mer stadgade termen "The Scene That Celebrates Itself", vilket syftade på att musikerna i de olika banden gärna samarbetade med varandra och gick på varandras konserter, särskilt i London med omnejd.

## Historik

### Ursprung och tidiga grupper
Grupper som ofta omnämns som föregångare till shoegazing är Cocteau Twins, The Jesus and Mary Chain, My Bloody Valentine, Spacemen 3 och Loop. Dessa hade även kopplingar till garagerock, 1960-talets psykedeliska rock samt amerikanska indieband som Sonic Youth och Dinosaur Jr.. I Michael Azerrads bok Our Band Could Be Your Life uppges Dinosaur Jr., med sin tidiga 1990-talsturné i Storbritannien, som en av huvudkällorna till stilen.
De grupper som först kom att bli associerade med shoegazing-etiketten (Catherine Wheel, Slowdive, Swervedriver, Chapterhouse, Ride, Moose, Lush och Pale Saints) var till stor del influerade av My Bloody Valentine och uppstod i samband med deras genombrott 1988 (med singeln "You Made Me Realise" och albumet Isn't Anything).

### Höjdpunkt
Liksom den intimt sammanhörande indiekulturen var i princip samtliga shoegazingband anslutna till oberoende skivbolag, som till exempel 4AD och Rough Trade. Flera av de mest kända namnen inom shoegazing tillhörde dock Creation Records. De gav bland annat ut My Bloody Valentines båda fullängdsalbum; Isn't Anything (1988) och Loveless (1991). Loveless har betraktats som det kanske mest framstående verket inom shoegazing och den kostsamma produktionen av albumet (250 000 brittiska pund, enligt rykten) resulterade i att skivbolaget var nära att gå i konkurs. Ride släppte sitt första studioalbum Nowhere 1990, vilket också räknas som ett av stilens höjdpunkter. Ett år efter debuterade Slowdive med albumet Just for a Day och släppte 1993 sitt kändaste album Souvlaki, med musikalisk input från Brian Eno.

### Nedgång och nya inriktningar
Begreppet shoegazing försvann nästan lika snabbt som det hade uppstått, och andra musikstilar, såsom britpop, tog över. Detta kunde tydligt höras på Lushs tredje och sista album Lovelife (1996), där stilen nästan helt hade övergått till britpop. Även Ride hade skiftat fokus till mer traditionell rock på 1994 års Carnival of Light. Medlemmar från Slowdive bildade så småningom det countryinfluerade bandet Mojave 3. My Bloody Valentine hade blivit mindre aktiva efter Loveless medan frontfiguren Kevin Shields spelade in material som bara hamnade på hyllan, och som följd därav upplöstes bandet 1997.
Trots att den ursprungliga shoegazingrörelsen inte varade särskilt länge fick den unika produktionstekniken ett relativt stort följe hos många band inom 1990-talets alternativa rock. Inte minst hos nya grupper inom postrocken såsom Sigur Rós, This Will Destroy You och Mogwai.

### Nu gaze
I början av 2010-talet sågs ett förnyat intresse för genren och termen "nu gaze" började användas för att referera till grupper som inspirerats av den genuina shoegazing-stilen. Grupper som My Vitriol, Blonde Redhead och Silversun Pickups dök upp på båda sidor av Atlanten. "Nu gaze" myntades av My Vitriols frontfigur Som Wardner i en intervju 2001, i vilken han avfärdade beteckningen "shoegaze" på sitt band och istället kommenterade humoristiskt "Jag antar att du kan kalla oss Nu-Gaze". Deras debutalbum Finelines från 2001 var kanske det första nu gaze-albumet. Andra anmärkningsvärda album är Lesser Matters av The Radio Dept., Dead Cities, Red Seas & Lost Ghosts av M83, Carnavas av Silversun Pickups, Microcastle av Deerhunter samt Primary Colours av The Horrors.

## Lista över grupper
| Grupp               | Bildat | Bakgrund                           |
| ------------------- | ------ | ---------------------------------- |
| My Bloody Valentine | 1983   | Dublin (Flyttade 1985 till London) |
| Chapterhouse        | 1986   | Reading                            |
| The Telescopes      | 1986   | Burton upon Trent                  |
| Galaxie 500         | 1987   | Cambridge                          |
| Lush                | 1987   | London                             |
| Pale Saints         | 1987   | Leeds                              |
| The Boo Radleys     | 1988   | Wallasey                           |
| Ride                | 1988   | Oxford                             |
| Slowdive            | 1989   | Reading                            |
| Swervedriver        | 1989   | London                             |
| The Verve           | 1989   | Wigan                              |
| Adorable            | 1990   | Coventry                           |
| Catherine Wheel     | 1990   | Great Yarmouth                     |
| Curve               | 1990   | London                             |
| Moose               | 1990   | London                             |
| Spiritualized       | 1990   | Rugby                              |
| Drop Nineteens      | 1991   | Boston                             |
| Medicine            | 1991   | Los Angeles                        |
| Blind Mr. Jones     | 1992   | Marlow                             |

## Övrigt
Musikstilen har även gett upphov till en fuzzpedal av företaget Devi Ever, kallad Shoe Gazer. Pedalen har använts av bland andra Kevin Shields.
En av världens största skobloggar för kvalitetsskor går under namnet ”Shoegazing”.